# Pilsner Urquell
La Pilsner Urquell, precedentemente commercializzata sul mercato ceco con il nome Plzeňský Prazdroj, è una birra ceca, prodotta dal 1842 nella città di Plzeň, nella Boemia occidentale. La birra viene prodotta a Plzen, dal birrificio Plzeňský Prazdroj. Tra il 2002 e il 2011 veniva prodotta anche a Tychy in Polonia e tra il 2004 e il 2017 a Kaluga, in Russia.
La birra è assai leggera, con una gradazione alcolica in volume del 4,4%, e fortemente luppolata. Questa birra ha dato origine alla tipologia birraria delle pils, ovvero lager molto chiare dal gusto amaro e dissetante. Il nome della birra significa "antica fonte di Plzeň" o anche "pils(ner) della fonte originale" in tedesco. Pilsner è anche l'etnico tedesco della città di Plzeň.

## Storia

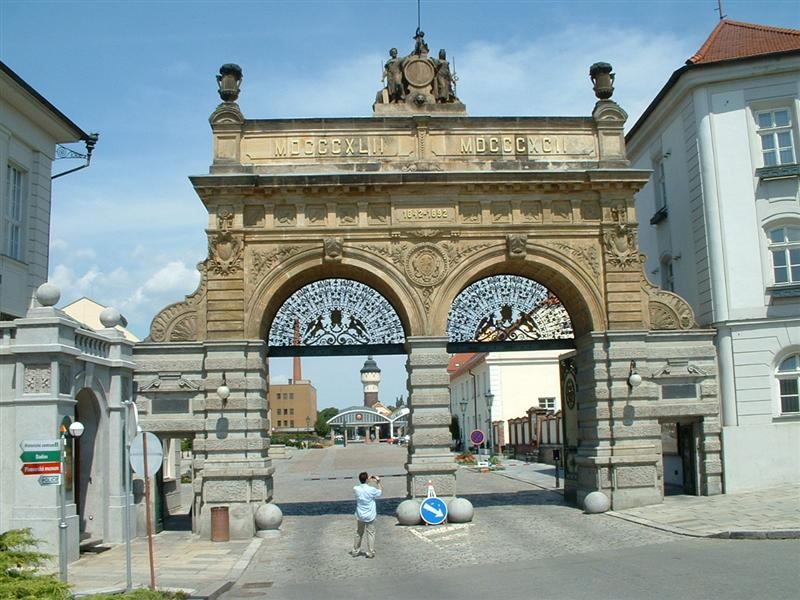
Ingresso principale del birrificio della Pilsner Urquell

Nel febbraio 1838 36 botti di birra, giudicata di scarsa qualità, vengono versate sotto le finestre del municipio di Plzen. L'anno successivo un gruppo di cittadini, già titolari della concessione per la produzione della birra, chiedono all'amministrazione locale il permesso di costruire un nuovo birrificio, con l'intento di produrre la birra migliore del mondo utilizzando le migliori tecnologie disponibili.
Il luogo in cui sorgerà il birrificio viene scelto per la presenza di sorgenti d'acqua e per la possibilità di creare nell'arenaria delle cantine che riproducano le condizioni di freschezza delle grotte bavaresi in modo da favorire il processo di fermentazione. Il progetto dell'edificio viene assegnato all'architetto Martin Stelzer che lavora in stretta simbiosi con il birraio bavarese Josef Groll. La costruzione del birrificio inizia il 15 settembre 1839 e termina nell'autunno del 1840. Il nuovo Bürgerliche Brauhaus ha lo scopo di produrre una birra perfetta, in grado di competere con le birre bavaresi.
Dopo alcune sperimentazioni, il 5 ottobre 1842 viene trovata la formulazione di una birra che si presenta con un colore più chiaro rispetto a tutte le birre presenti sul mercato. La nuova birra ottiene immediatamente successo iniziando a diffondersi nei ristoranti locali, diventando poi popolare anche a Praga e nel resto della Boemia. Nel 1842 vengono prodotti circa 4000 ettolitri, che salgono a 11.000 nel 1849 e a 43.000 nel 1859. In quell'anno il marchio Pilsner viene registrato per la prima volta da parte del Bürgerbrauerei.

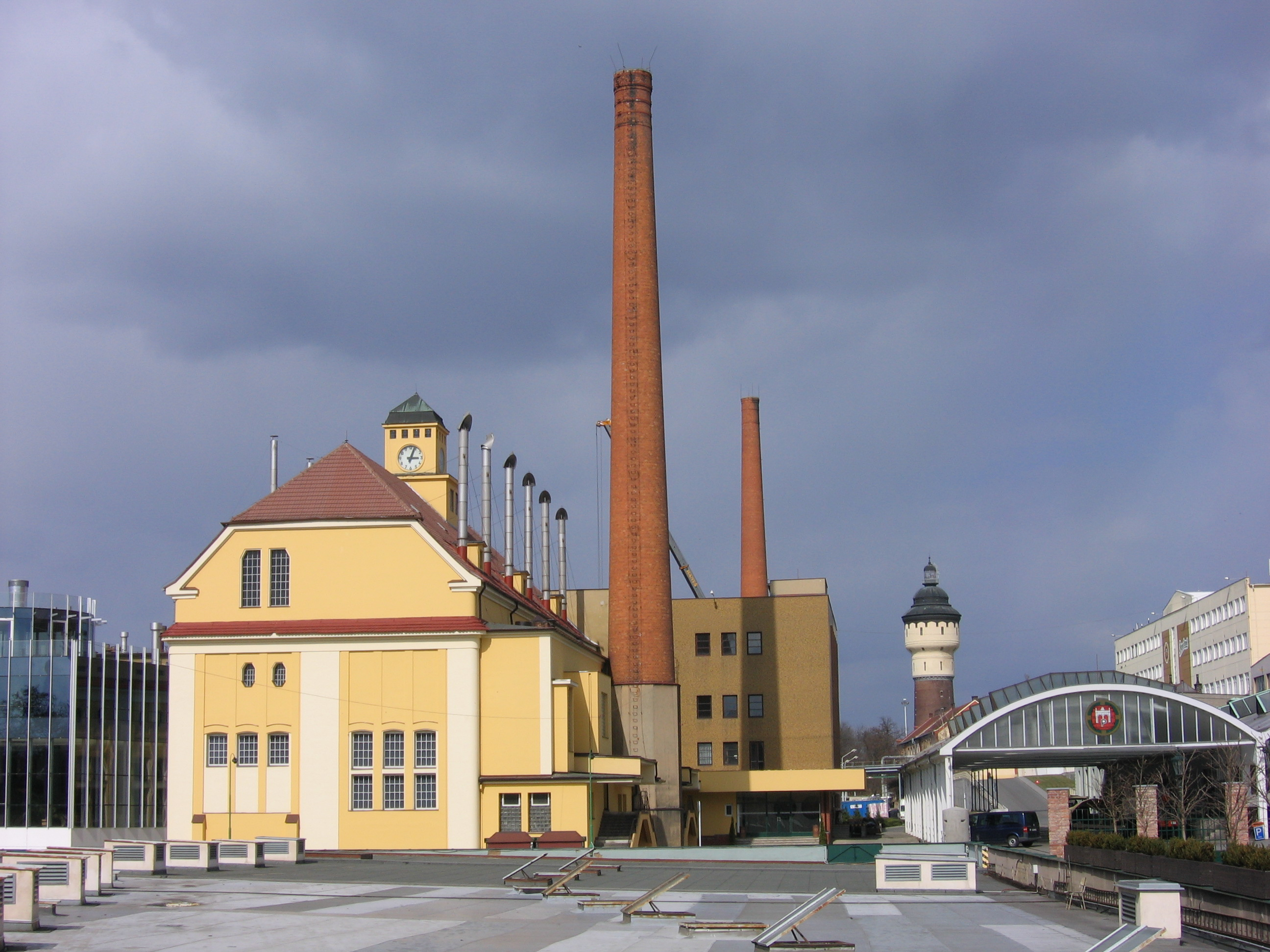
Edificio adibito alla fermentazione

Nel 1865 il Bürgerliche Brauhaus è il terzo birrificio del paese e circa tre quarti della produzione vengono esportati all'estero. Nel 1871 la birra inizia ad essere venduta anche negli Stati Uniti d'America. Nel 1881 il birrificio viene allacciato alla rete elettrica e viene acquistata una flotta di veicoli per il trasporto del ghiaccio necessario per la fermentazione a bassa temperatura e per la distribuzione delle birre. Nel 1887 la birra inizia anche ad essere venduta in bottigliette di vetro. A causa delle presenza sul mercato di altre birre chiamate Pilsner, nel 1898 viene introdotta la denominazione Pilsner Urquell ("Fonte originale di Pilsen" in tedesco).
Nel 1913, il Bürgerlichen Brauhaus è uno dei birrifici più grandi d'Europa con una produzione di un milione di ettolitri di Pilsner Urquell. Dopo la seconda guerra mondiale il birrificio viene nazionalizzato confluendo nella nuova società Plzeňské Pivovary n. p., nonostante le proteste dei dipendenti. Nel febbraio 1947 diverse fabbriche di birra locali sono integrate nella Plzeňské Pivovary, ma la produzione è ferma a circa 1,3 milioni di ettolitri a causa dei danni causati dal conflitto. Nel 1956 riprendono le esportazioni verso l'Europa occidentale.
Con la caduta del comunismo, il birrificio inizia una politica di investimenti: nel 1992 viene attuato un progetto risalente al 1929 che prevede la sostituzione dei fermentatori di rovere con dei più moderni fermentatori in acciaio dalla capacità individuale più che quadruplicata. Viene costruito il nuovo sistema di filtraggio, ospitato in un edificio a quattro piani che ospita anche la nuova linea di imbottigliamento. Nel 1995 viene lanciata la catena di birrerie-ristoranti Pilsner Urquell Original Restaurant. Tra gli anni '90 e il 2001 la produzione della birra, prima sparsa per tutta la Repubblica Ceca, viene di nuovo concentrata nella città di Plzen. Nel 1997 la produzione raggiunge la cifra di un milione di ettolitri, sui livelli del 1913. Nel 1999 il birrificio passa sotto la proprietà del gruppo sudafricano SAB. Nel dicembre 2016, a seguito dell'acquisizione della SABMiller da parte della Anheuser-Busch InBev il marchio Pilsner viene ceduto, insieme ad altre attività della SABMiler nell'Europa centro-orientale alla Asahi.

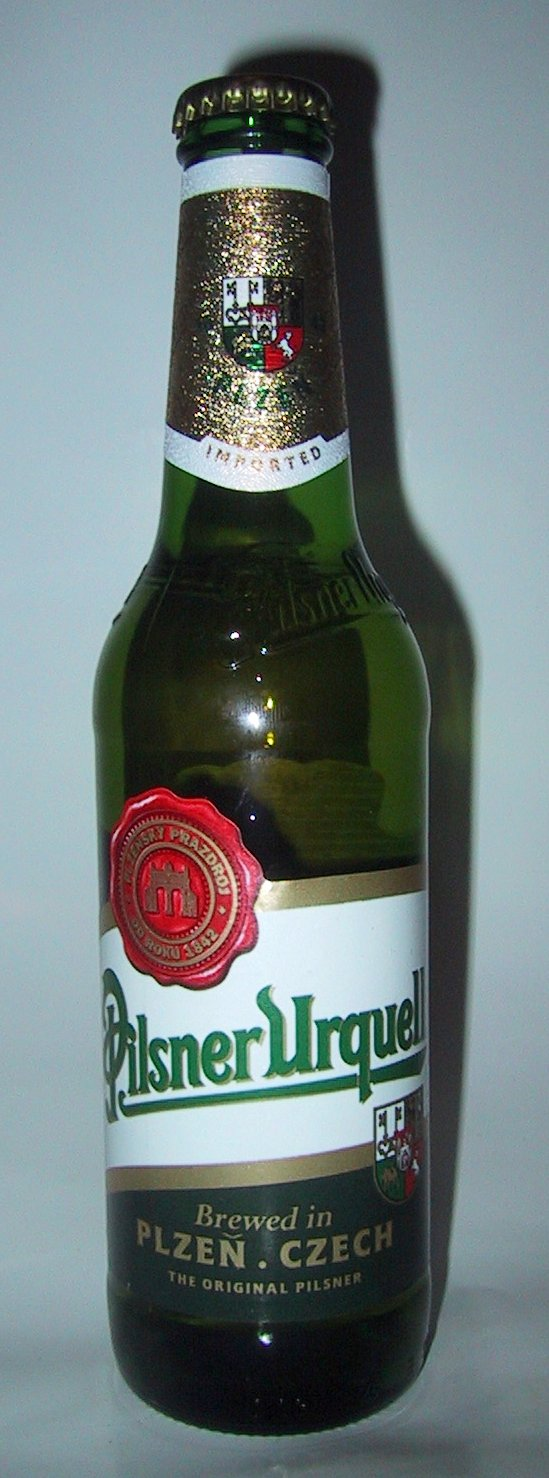
Bottiglia di Pilsner Urquell

## Caratteristiche
La Pilsner Urquell è una lager con grado alcolico 4,4% vol. Ha un alto contenuto di anidride carbonica che origina una schiuma spessa, cremosa e persistente. Presenta un colore dorato. Viene luppolata con il Saaz, una varietà di luppolo che le conferisce il tradizionale profilo amaro (40 unità IBU). L'aroma presenta un carattere floreale, speziato e luppolato, con un sapore inizialmente dolce e, infine, amaro.
La grande maggioranza della birra in commercio è pastorizzata, tuttavia sono presenti sul mercato anche piccole quantità di birra cruda, non filtrata e conservata in botti.